# آرایش دائمی

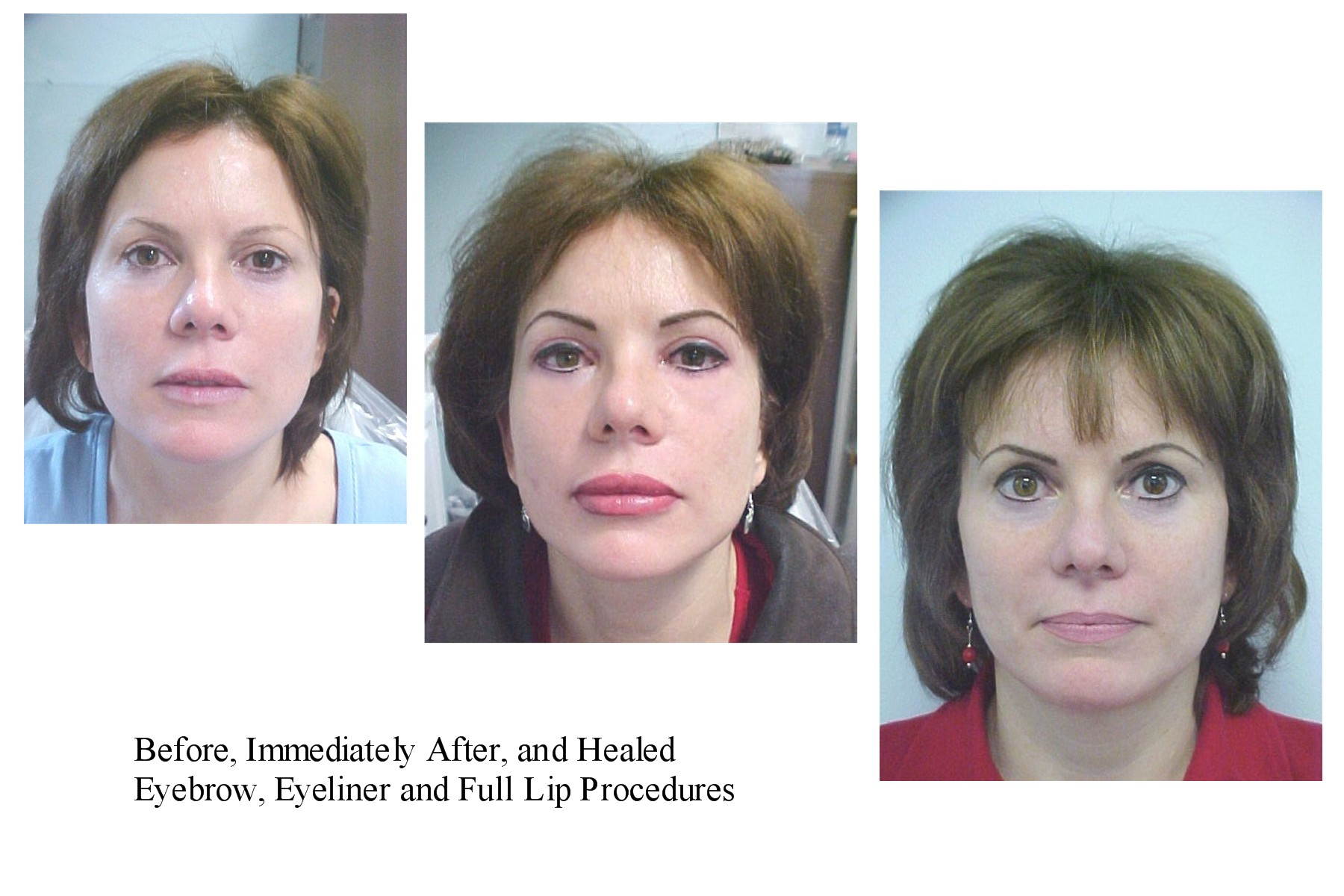
آرایش دائم: قبل، بلافاصله بعد و بعد از بهبودی - مراحل ابرو، خط چشم و لب

آرایش دائمی، که با نام‌های آرایش دائمی، درما پیگمنتیشن، میکروپیگمنتیشن، آرایش نیمه دائمی و تاتوی آرایشی نیز شناخته می‌شود، یک تکنیک آرایشی است که از تکنیک‌های تاتو برای تکرار ظاهر آرایش سنتی، مانند خط چشم، ابرو و رنگ لب، استفاده می‌کند. آرایش دائمی هم برای اهداف زیبایی و هم برای اهداف پزشکی انجام می‌شود، زیرا گاهی اوقات پس از جراحی ترمیمی نیز مورد استفاده قرار می‌گیرد.
آرایش دائمی از یک روش ساده خالکوبی به تکنیکی پیشرفته و پرکاربرد در صنعت زیبایی تبدیل شده است. این روش نه‌تنها به دلیل جذابیت‌های زیبایی‌شناختی، بلکه به دلیل سهولت استفاده و بهبود کیفیت زندگی، محبوبیت چشمگیری یافته است. با این حال، این فرآیند با خطراتی مانند واکنش‌های آلرژیک، مهاجرت رنگدانه، یا عفونت‌ها همراه است که بر اهمیت استفاده از مواد باکیفیت و مهارت تکنسین‌های حرفه‌ای تأکید دارد.
با گسترش محبوبیت آرایش دائمی، مسائل مرتبط با ایمنی، مقررات نظارتی و روش‌های حذف آن نیز مورد توجه قرار گرفته است. این تکنیک، که ترکیبی از علم، مراقبت شخصی و زیبایی‌شناسی است، به دلایل مختلفی از جمله ترمیم، راحتی یا اهداف زیبایی انتخاب می‌شود و جایگاه ویژه‌ای در صنعت زیبایی به خود اختصاص داده است.

## تاریخچه
اولین استفاده مستند از آرایش دائمی به ساترلند مک‌دونالد، هنرمند خالکوبی برجسته بریتانیایی، در سال ۱۹۰۲ بازمی‌گردد. او در استودیوی خود در خیابان جرمین شماره ۷۶ لندن، روشی را برای افزودن رنگ ماندگار و لطیف به گونه‌های رنگ‌پریده ابداع کرد. در دهه ۱۹۳۰، جورج بورچت، از پیشگامان این تکنیک، در خاطراتش شرح داد که چگونه سالن‌های زیبایی بدون اطلاع مشتریان، از خالکوبی برای «درمان رنگ چهره» با تزریق رنگ‌های گیاهی زیر پوست استفاده می‌کردند. از دهه‌های ۱۹۷۰ و ۱۹۸۰، آرایش دائمی برای رفع مشکلات ریزش مو و تغییرات رنگدانه ناشی از بیماری‌ها رواج یافت و امروزه به بخشی طبیعی و پذیرفته‌شده از صنعت زیبایی تبدیل شده است.

## کاربرد

### دلایل درخواست
آرایش دائمی به دلایل متعددی مورد استقبال قرار می‌گیرد. این روش برای افرادی که به دنبال جایگزینی ماندگار برای آرایش روزانه هستند، گزینه‌ای ایده‌آل است. به‌ویژه برای افراد مسن با مشکلات بینایی، بیماران مبتلا به بیماری‌های محدودکننده حرکتی مانند پارکینسون، یا کسانی که به دلیل بیماری‌هایی مانند آلوپسی، ویتیلیگویا سرطان سینه دچار تغییر رنگ پوست شده‌اند، این تکنیک کاربردهای درمانی و زیبایی دارد. همچنین، در برخی فرهنگ‌های آفریقایی، آرایش دائمی به‌صورت خالکوبی‌های خاص برای نشان‌دادن جایگاه اجتماعی استفاده می‌شود، که نشان‌دهنده تنوع فرهنگی این روش است.

### مناطق محبوب
برخی از رایج‌ترین روش‌های آرایش دائمی برای آمریکایی‌ها، ابرو و خط چشم است. با این حال، انواع دیگر آرایش دائمی عبارتند از:
- رنگ کامل لب
- خط لب
- رنگدانه نوک سینه/آرئولا
- استتار/رنگدانه‌سازی مجدد سوختگی/جای زخم
- خالکوبی پوست سر
- سایه چشم[۱]

## نتایج
مانند هر خالکوبی دیگری، مواردی از نتایج نامطلوب وجود دارد، چه از کاربرد اولیه و چه از تخریب به مرور زمان. از آنجا که این مورد صادق است، بیماران باید با انتظارات واقع‌بینانه از نتیجه آرایش مراجعه کنند. یکی از عواملی که به شدت بر ظاهر تتوی آرایشی تأثیر می‌گذارد، رنگ پوست است. زیرا ممکن است یک رنگ مشابه روی پوست‌های مختلف، ظاهری متفاوت داشته باشد. یکی دیگر از عواملی که بر ظاهر این خالکوبی‌ها تأثیر می‌گذارد، قرار گرفتن در معرض آفتاب و سبک زندگی است که می‌تواند خالکوبی‌ها را محو کند.

## اطلاعات تکنسین
مانند هر شغل دیگری، تکنسین‌های آرایش دائم برای فعالیت باید آموزش‌های لازم را بگذرانند، اگرچه این الزامات از ایالتی به ایالت دیگر متفاوت است. یک تکنسین به طور متوسط یک دوره کارآموزی را حدود نه ماه می‌گذراند؛ با این حال، برنامه‌های صدور گواهینامه از یک روز تا چهار سال متغیر است. پس از تکمیل گواهینامه، تکنسین باید قبل از شروع به کار، مدارک مختلفی از جمله مدرک گواهینامه، کارآموزی و بیمه را ارائه دهد.
از تکنسین‌های آرایش دائمی خواسته می‌شود که هنگام انجام مراحل خالکوبی آرایشی، «اقدامات احتیاطی استاندارد» و یک کد یکسان برای عمل ایمن را رعایت کنند. این شامل ارزیابی این موضوع است که آیا بیمار اصلاً باید آرایش دائمی انجام دهد یا خیر و همچنین اطلاع‌رسانی کافی در مورد خطرات مرتبط با این عمل به او می‌شود.

## عوارض جانبی و مشکلات سلامتی
در مطالعه‌ای که در مورد عوارض احتمالی آرایش دائمی انجام شد، شایع‌ترین عوارض جانبی خارش، قرمزی و تورم گاه به گاه بود که همگی پس از چند روز بهبود یافتند. اگرچه این مورد غیرمعمول است، اما آرایش دائمی می‌تواند به طور بالقوه با عوارض جدی‌تری از جمله واکنش‌های آلرژیک به رنگدانه‌ها، عفونت، گرانولوم، کلوئید، خونریزی، پوسته پوسته شدن، ریزش مژه یا آسیب کلی به ناحیه خالکوبی شده همراه باشد. اگرچه تکنسین‌های آموزش‌دیده شرایط استریل را در حین استفاده رعایت می‌کنند، استفاده از ابزارهای خالکوبی غیراستریل ممکن است بیمار را به بیماری‌های جدی مانند «اچ‌آی‌وی» و هپاتیت نیز مبتلا کند.
در موارد بسیار نادر، افرادی که آرایش دائمی دارند، هنگام انجام تصویربرداری رزونانس مغناطیسی (MRI) تورم یا سوزش در نواحی آسیب دیده را گزارش کرده‌اند. با این وجود، اکثر این موارد نشان داد که رنگدانه‌های بی‌کیفیت، رنگدانه‌های تقلبی با فلزات سنگین و رنگدانه‌های دارای خواص دیامغناطیسی ممکن است از عوامل ایجادکننده باشند. طبق گزارش‌ها، آرایش دائمی می‌تواند بر کیفیت تصویر «ام‌آر‌آی» نیز تأثیر بگذارد، با این حال، تا زمانی که متخصصان پزشکی از قبل مطلع باشند، می‌توان از عوارض آن جلوگیری کرد.
در ایالات متحده، جوهرهای مورد استفاده در آرایش دائمی، به عنوان مواد آرایشی توسط سازمان غذا و دارو تأیید می‌شوند. در حالی که برخی از رنگدانه‌های موجود در خالکوبی‌ها فاقد تأییدیه سازمان غذا و داروی آمریکا (FDA) برای استفاده در لوازم آرایشی دائمی هستند، اولویت‌های رقابتی بهداشت عمومی و عدم وجود مشکلات ایمنی در نتیجه باعث ایجاد مقررات سستی در مورد رنگدانه‌های رنگی موجود در جوهرهای خالکوبی شده است. بنابراین، مقررات کمی در مورد نوع جوهرهای مورد استفاده وجود دارد، و برخی از رنگدانه‌ها برای تماس با پوست تأیید نشده‌اند یا فقط در سطح صنعتی تصفیه شده‌اند، مانند جوهر چاپگر، رنگ خودرو و غیره.
اگر یک تاتوکار آموزش مناسب ندیده باشد، بیماران در معرض خطر تزریق بیش از حد جوهر به عمق پوست خود قرار می‌گیرند که باعث می‌شود رنگدانه به بافت اطراف منتقل شود. در نتیجه، آرایش ممکن است تار به نظر برسد و برای کار با خطوط نازک، وضوح کافی نداشته باشد. به دلیل توزیع لنفاوی، بیماران مسن ممکن است پس از آرایش دائمی مژه، خطر بیشتری برای مهاجرت رنگدانه داشته باشند، اگرچه با عدم کار بیش از حد بافت متورم، مهاجرت عموماً قابل اجتناب است. حذف رنگدانه‌های مهاجرت کرده فرآیندی دشوار و پیچیده است، بنابراین در صورت امکان باید از آن اجتناب شود.

## حذف
همانند خالکوبی، پاک کردن آرایش دائمی می‌تواند دشوار یا حتی غیرممکن باشد. تکنیک‌های رایج مورد استفاده برای این کار عبارتند از : پاک کردن خالکوبی با لیزر، درم ابریژن ( لایه‌برداری فیزیکی یا شیمیایی) و برداشتن با جراحی. انواع مختلف پاک‌کننده‌های شیمیایی نیز به گزینه‌ای محبوب برای پاک کردن آرایش دائمی تبدیل شده‌اند.

## همچنین ببینید
- میکروبلیدینگ
- تاتو مو

## پیوندهای خارجی
- سازمان غذا و داروی آمریکا (FDA): خالکوبی و آرایش دائمی[پیوند مرده]
- سازمان غذا و داروی آمریکا (FDA): قبل از خالکوبی فکر کنید - آیا خالکوبی بی‌خطر است؟
- پائولا پیچینی، لورا کانتور، ایوانا بیانچی، کیارا سنالدی، سازان پاکالین: ایمنی خالکوبی و آرایش دائمی، مرکز تحقیقات مشترک، 2016،شابک ‎۹۷۸−۹۲−۷۹−۵۸۷۸۳−۲،doi:10.2788/011817   . (دایرکتوری دیجیتال)